# Saint-Martin VS
Saint-Martin je obec ve švýcarském kantonu Valais, okrese Hérens. Žije zde 825 obyvatel.

## Geografie
Saint-Martin se nachází na východní straně údolí Val d’Hérens. Západní hranici obce tvoří řeka Borgne. Obec se skládá z vesnic Saint-Martin, Eison, La Luette, Liez, Praz-Jean, Suen a Trogne a z mnoha dalších osad a samot. Sousedními obcemi Saint-Martin jsou Mont-Noble na severu, Anniviers na východě, Evolène na jihu, Hérémence na západě a Vex na severoseverozápadě.

## Historie

Saint-Martin (1955)

Kolem roku 1040 odkázal Ulrich I., hrabě z Lenzburgu, své panství Mont de Suen svému synovci Aimu, biskupovi ze Sionu. Ve 12. století byla vesnice v rukou pánů z Bexu a pánů z Ayentu, vazalů Savojska. Od roku 1231 do roku 1798 byl Suen sídlem rychtáře. Na konci 14. století část obyvatel Zermattu uprchla před morem a usadila se v údolí Val d’Hérens. Kolem roku 1500 mluvily dvě třetiny farníků německy. Od roku 1530 byl v Saint-Martin soudní dvůr. Saint-Martin byl rozdělen na tzv. čtvrtě (Quartiere), a to Saint-Martin, Suen, Eison a La Luette. Do roku 1798 patřila obec k okres (Zenden) Sion, v letech 1798–1802 k okrsku Hérémence, 1802–1810 opět k okresu a 1810–1814 ke kantonu Hérémence, mezi lety 1814 a 1848 pak k okresu Hérens.
Kostel zasvěcený svatému Martinovi, který byl v roce 1950 přestavěn (stará kostelní věž z roku 1813 byla zachována), byl farním kostelem celé oblasti Hérens. V Saint-Martin po staletí převládala soběstačnost, zejména díky chovu dobytka a zemědělství. Pokus o využití solného pramene u Combiouly v polovině 16. století byl brzy opuštěn. Od poloviny 19. století až do roku 1943 se v dolech u Praz-Jean těžilo olovo a galenit. Přehrady ve 20. století přinesly obci pracovní místa. Vesnice Ossona, která byla obnovena v roce 2008, se zaměřila na agroturistiku.

## Obyvatelstvo

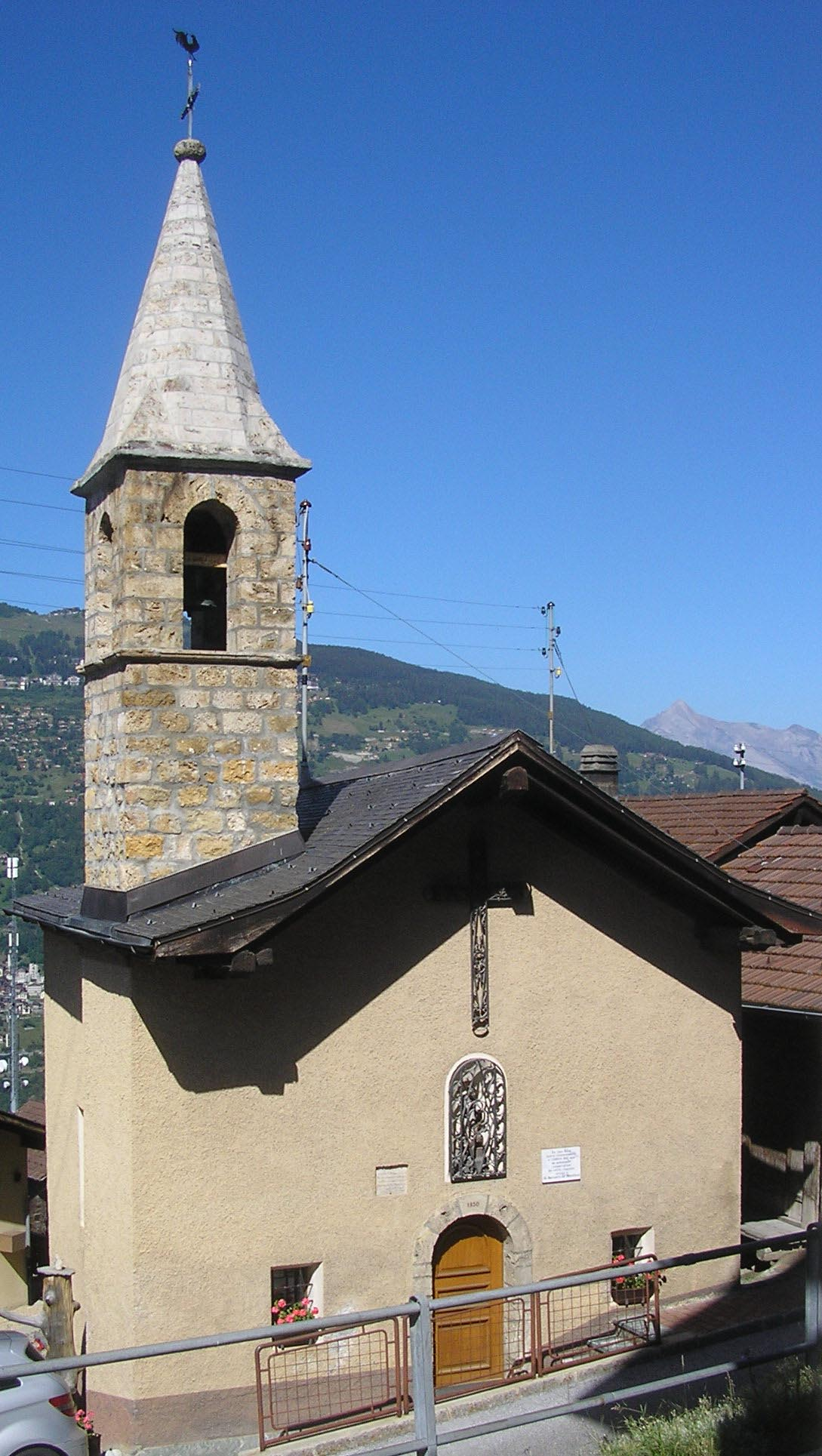
Kaple v Suen

| Rok            | 1850 | 1900 | 1950 | 2000 | 2016 |
| Počet obyvatel | 732  | 863  | 1145 | 897  | 837  |

## Doprava
Obec leží mimo hlavní tahy, na regionální silnici spojující Evolène, St. Martin a Vernamiège. Dopravní obslužnost obce zajišťují žluté autobusy Postauto.